# Gunther Jauss

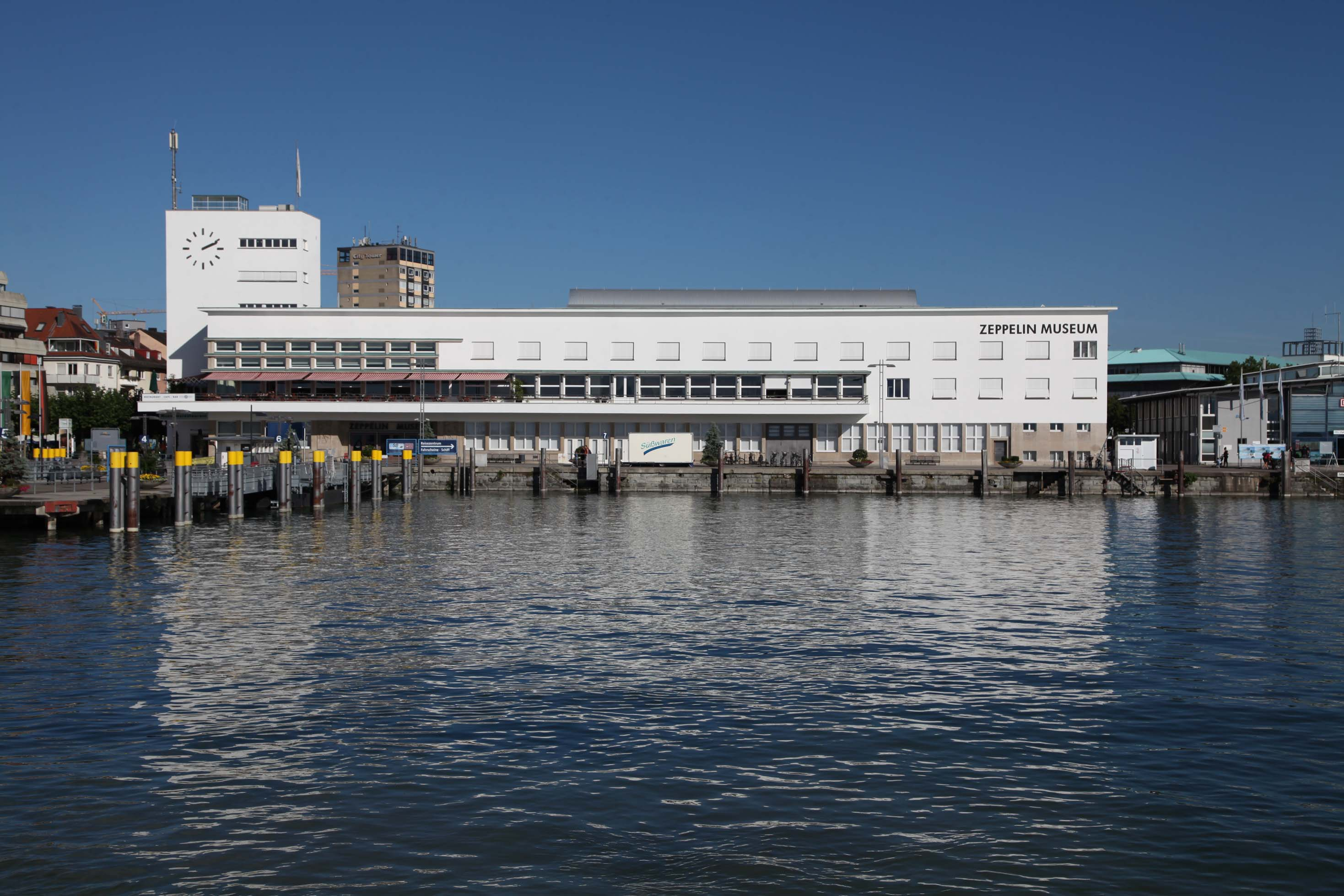
Zeppelin Museum in Friedrichshafen

Gunther Jauss (* 25. September 1936 in Stuttgart; † 5. Januar 2016 in Friedrichshafen) war ein deutscher Architekt.

## Leben
Gunther Jauss studierte Architektur an der Staatsbauschule Stuttgart und graduierte 1961. Bis 1965 war er Mitarbeiter im Büro von Roland Ostertag in Leonberg/Stuttgart.
Danach war er als freier Architekt in Friedrichshafen tätig, ab 1971 in Partnerschaft mit Hubert Gaupp in dem Architekturbüro Jauss, Gaupp & Partner.
1988 wurde das Büro mit dem Umbau des Hafenbahnhofs in Friedrichshafen zum Zeppelin-Museum beauftragt. Der 1933 im Bauhaus-Stil erbaute Hafenbahnhof ist heute zusammen mit der Schlosskirche eines der beiden Wahrzeichen der Stadt Friedrichshafen.
Das Büro hat zahlreiche Wettbewerbe gewonnen, Jauss war gefragter Fachpreisrichter bei Wettbewerben. Für seine Bauten wurde er mehrfach ausgezeichnet, unter anderem mit dem Hugo-Häring-Preis (1994, 1997), dem Architekturpreis für vorbildliche Bauwerke in Baden-Württemberg.
Jauss war Mitglied des BDA Bund Deutscher Architekten und langjähriger Vorsitzender der Architektenkammer Baden-Württemberg im Bodenseekreis. Seine selbstgezeichneten Weihnachtskarten hatten Kultstatus. Er engagierte sich für die Evangelische Kirche und hielt Vorträge über religiöse Themen.

## Bauten
- Umbau des Hafenbahnhofs in Friedrichshafen zum Zeppelin Museum (1996)
- Klinikum Friedrichshafen
- Umbau Städtisches Krankenhaus Überlingen
- Kreisklinik Albstadt
- Heilig-Geist Spital Ravensburg
- Klinikum Tettnang
- Alte Landratsamt Friedrichshafen
- Altes Rathaus Meckenbeuren
- Berufsschulzentrum Friedrichshafen
- MTU-Verwaltungsgebäude
- TWS Verwaltung Ravensburg
- Bahnhofsvorplatz Ulm
- Holzfachmarkt Habisreutinger Weingarten
- GEBERIT Informationszentrum Pfullendorf
- Orangerie Draenert Immenstaad
- Draenert Studio Immenstaad
- Gemeindehalle Baienfurt
- Karl-Maybach-Gymnasium Friedrichshafen (Erweiterungsbau)
- Festhalle Leutkirch